# はなればなれに
『はなればなれに』（Bande à part）は、1964年（昭和39年）製作・公開、ジャン＝リュック・ゴダールによるフランスの長篇劇映画である。

## 概要
ゴダールの長篇劇映画第7作で、即興演出、ミュージカル風シーンもあるコメディ・タッチの犯罪ミステリーである。原作はドロレス・ヒッチェンズのペーパーバック小説Fool's Gold（2023年に『はなればなれに』の題で邦訳）である。
有名なのは3人のダンス・シーンで、アンナ・カリーナとクロード・ブラッスールのダンスにサミ・フレーが加わる形でダンスが始まり、音楽はミシェル・ルグランが本作のために書き下ろしたリズム・アンド・ブルースであるにもかかわらず、俳優たちは「マジソン・ダンス」と呼んでいたという。このシーンは、クエンティン・タランティーノ監督の『パルプ・フィクション』（1994年）、ハル・ハートリー監督の『シンプルメン』（1992年）等に影響を与えた。また3人でルーブル美術館を走り抜けて、ルーブルを一周する最短記録を更新するというシーンは後にベルナルド・ベルトルッチの60年代後半のパリを舞台とした映画『ドリーマーズ』（2003年）でも参照されている。 	
ゴダールは、本作について「不思議の国のアリス・ミーツ・フランツ・カフカ」（Alice in Wonderland meets Franz Kafka.）と表現している。
日本では、長らく未公開映画であり、東京日仏学院ホール等での特殊上映以外では観ることができなかった。2001年（平成13年）2月3日、製作以来37年ぶりに、日本で初めて劇場公開された。

## スタッフ
- 監督・脚本 : ジャン＝リュック・ゴダール
- 原作 : ドロレス・ヒッチェンズ
- 撮影監督 : ラウール・クタール
- 録音 : ルネ・ルヴェール、アントワーヌ・ボンファンティ
- 編集 : アニエス・ギュモ
- スクリプター : シュザンヌ・シフマン
- 音楽 : ミシェル・ルグラン
- 助監督 : ジャン＝ポール・サヴィニャック、エレーヌ・カルーギン
- 製作主任 : フィリップ・デュサール
- 製作 : アヌーシュカ・フィルム、オルセー・フィルム

## キャスト
- アンナ・カリーナ （オディル役）
- ダニエル・ジラール （英語教師役）
- ルイザ・コルペン （ヴィクトリア夫人役）
- シャンタル・ダルジェ （アルチュールのおば役）
- サミー・フレー （フランツ役）
- クロード・ブラッスール （アルチュール役）
- ジョルジュ・スタケ （軍人役）
- エルネスト・メンツェル （アルチュールのおじ役）
- ジャン＝クロード・レモルー （飲酒する生徒役）

アルファベット順
- ミシェル・ドラーユ （ポーター役）
- ジャン＝リュック・ゴダール （ナレーション）
- ムッシュ・ジョジョ
- クロード・マコウスキー （英語クラスの男子学生役）
- ミシェル・セゲール （英語クラスの女子学生役）

## ストーリー
ある冬のパリ。2人の青年、フランツ（サミー・フレイ）とアルチュール（クロード・ブラッスール）は、推理小説マニアの親友どうしで、性格は正反対だが、英語学校に現れた美しい生徒オディル（アンナ・カリーナ）に2人とも一目ぼれしてしまう。オディルは、北欧の国からおばの住むパリにやってきたのだが、どうもおばの家には大金が隠されていることを知る。
フランツとアルチュールは、オディルを巻き込み大金を盗み取る計画を練る。いざ犯罪決行の日が来たが、次々に事態はおかしくなり、ついにアルチュールが撃たれてしまう。フランツとオディルは逃走、貨物船に乗り南米へ。フランツとオディルの冒険は続く。

## 評価
レビュー・アグリゲーターのRotten Tomatoesでは51件のレビューで支持率は94%、平均点は8.10/10となった。

## 関連事項
- ジャン＝リュック・ゴダール監督作品一覧
- マジソン (ダンス) （en:Madison (dance)）
- A Band Apart（英語版） - クエンティン・タランティーノによる映画プロダクションで、名前は本作にちなんでいる。

## 関連書籍
- Dolores Hitchens, Fool's Gold, Doubleday, 1958.
  - ドロレス・ヒッチェンズ（著）・矢口誠（訳）『はなればなれに』 新潮社〈新潮文庫〉、2023年3月1日初版発行、ISBN 978-4-10-240271-9

## 註
1. ↑  キネマ旬報DBサイト内の「はなればなれに[リンク切れ]」の項の記述を参照。
2. ↑  本作のthe Criterion Collectionでのアンナ・カリーナインタヴューを参照。
3. ↑  Channel 4: British Film Institute: Bande à Part "A-Z Guide"
4. ↑  Hernandez, Eugene. "Godard's Outsiders Back in 35mm," indieWIRE, June 6, 2001.
5. ↑  Archer, Eugene. "Film Festival: New Wave at Its Crest," The New York Times, September 19, 1964
6. ↑  “Band of Outsiders (Bande à part) (1964)”. Rotten Tomatoes.   Fandango Media. 2022年9月18日閲覧。